# 卡塔尔能源公司
卡塔尔能源公司是一家位于卡塔尔的国有企业石油公司，其前身是卡塔尔石油公司。涉足勘探，开采，炼油，运输，存储。其营业额占到卡塔尔国民生产总值的60%。目前是世界上第三大的石油探明储量公司。